# Rombout II Keldermans

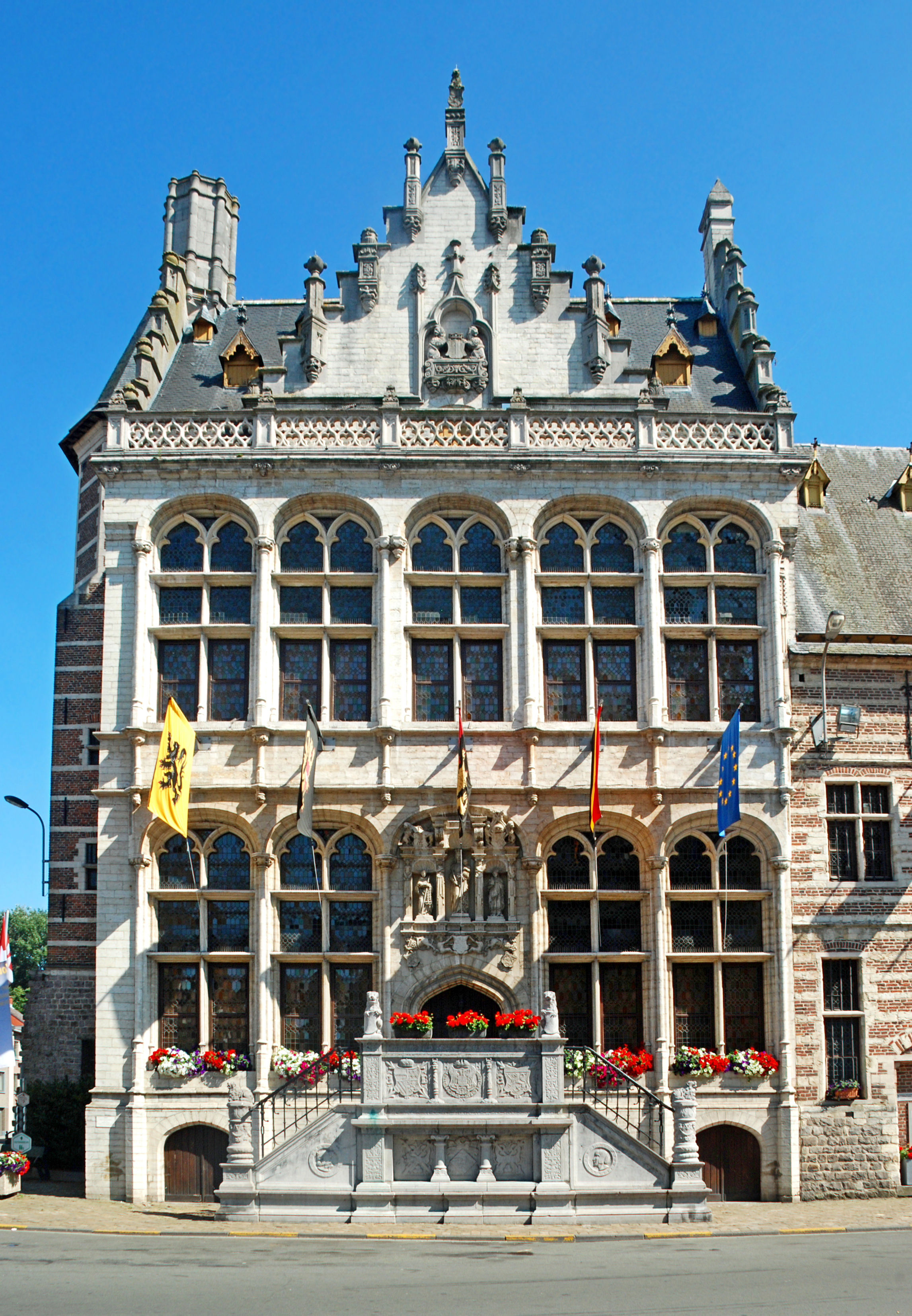
Ayuntamiento de Zoutleeuw (1530-1538)

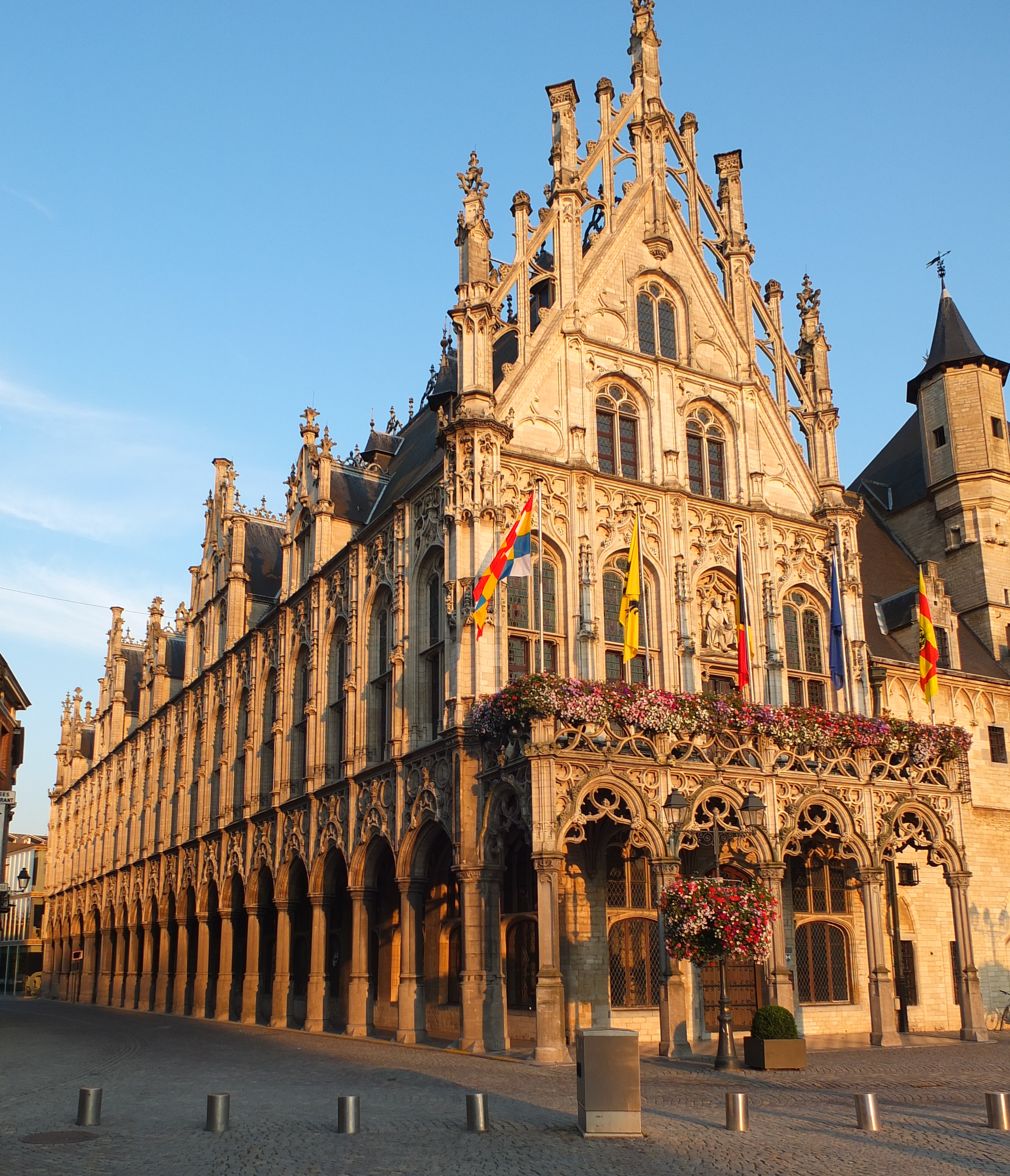
Ayuntamiento de Malinas, iniciado en 1526 en estilo gótico tardío y dejado inacabado. Se terminó en 1900-1911 siguiendo los palnos originales por los arquitectos Van Boxmeer y Langerock

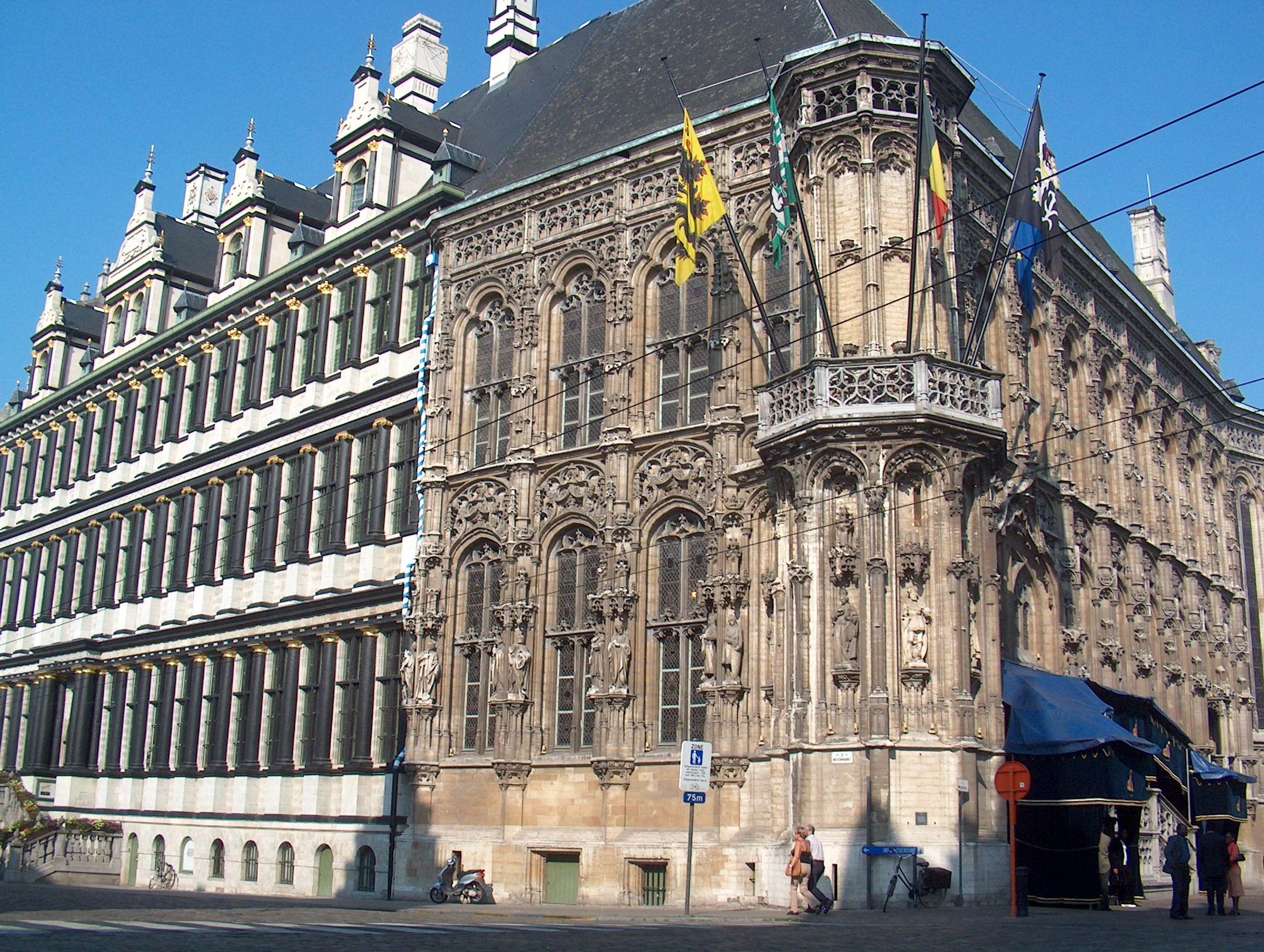
Ayuntamiento de Gante (diseñado por Rombout II Keldermans y Dominicus de Waeghemaekere)

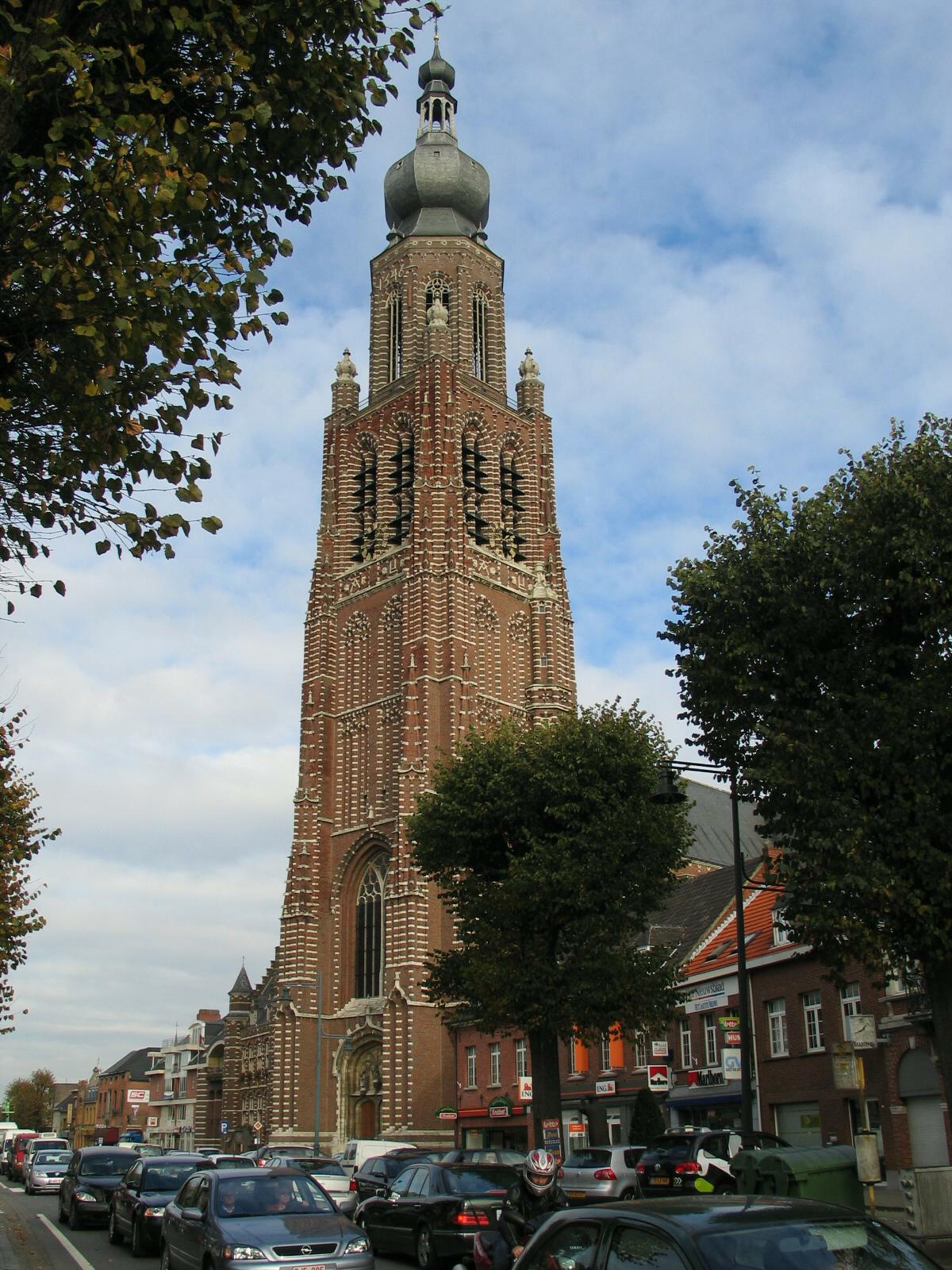
Sint-Catharinakerk en Hoogstraten, también es un diseño suyo.

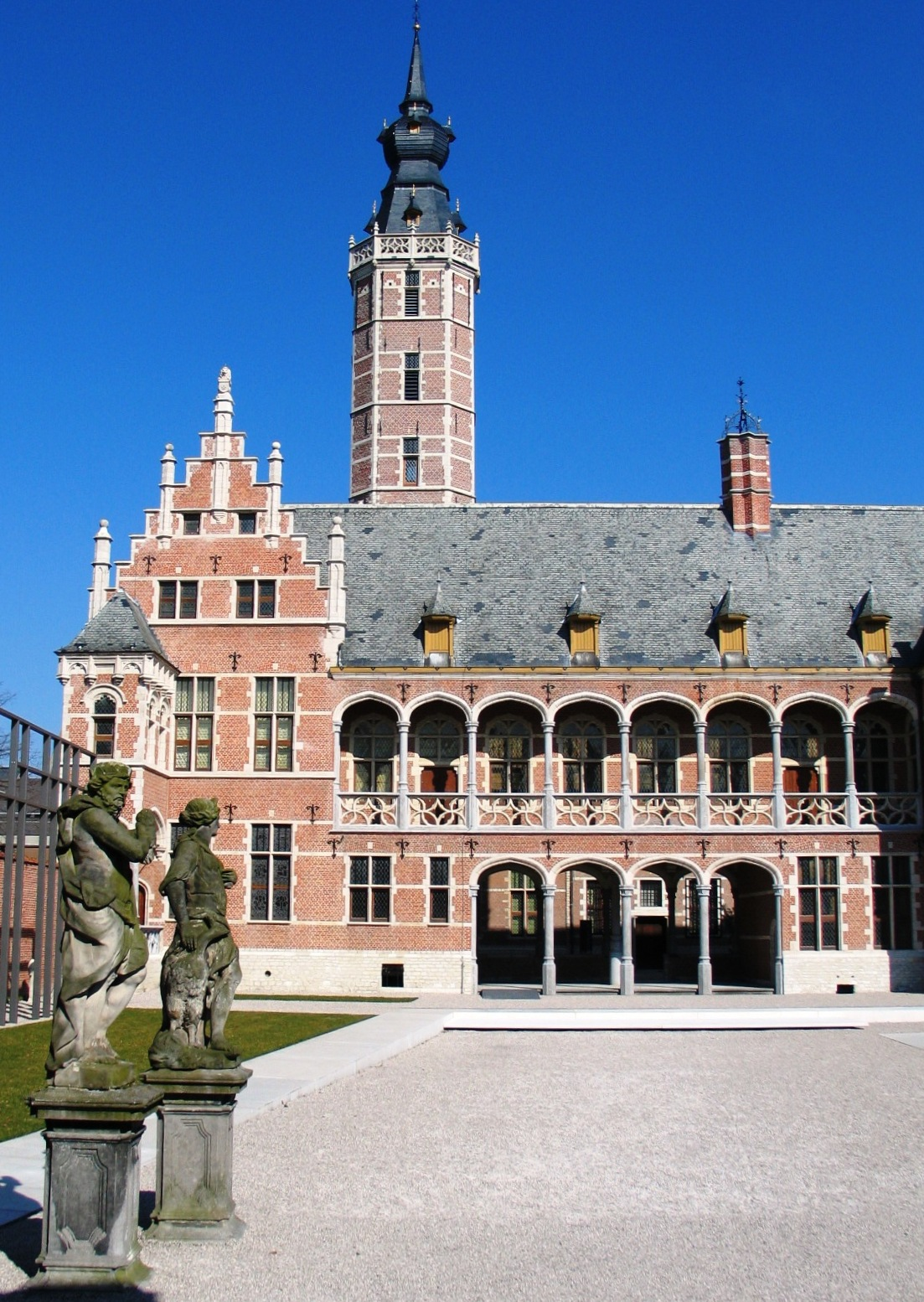
Palacio van Busleyden (1503-1507), residencia urbana en Malinas.

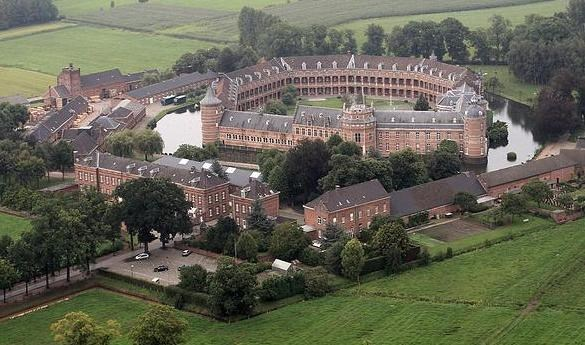
Gelmelslot en Hoogstraten

Rombout II Keldermans (Malinas (Mechelen), ca. 1460 - Amberes, 15  de diciembre de 1531), fue un importante arquitecto del período gótico en los Países Bajos de los Habsburgo, nacido en una familia de arquitectos y escultores (ver familia Keldermans). Era hijo de Antoon I Keldermans y está considerado como uno de los arquitectos más importantes del gótico brabantino.  Al igual que su padre, Rombout fue arquitecto de la ciudad de Malinas. Le sucedió su primo Laurens II Keldermans, hijo de su hermano Antoon II Keldermans.
También fue arquitecto personal del Carlos V, emperador del Sacro Imperio Romano Germánico, por quien fue ennoblecido en 1516.
En los Países Bajos, junto con su padre Antoon, participó en la construcción de Onze-Lieve-Vrouwekerk en Veere, en el Ayuntamiento en Middelburg y en la iglesia Markiezenhof en Bergen-op-Zoom. Obras propias incluyen el Sint-Jacobuskerk en Steenbergen, el castillo de Schoonhoven (ambos demolidos) y el ayuntamiento de Culemborg. También trabajó en la Iglesia de Nuestra Señora más allá del río Dijle (Onze-Lieve-Vrouw-over-de-Dijlekerk) en Malinas, en la Catedral de Nuestra Señora en Amberes y en el ayuntamiento de Gante.
En Wouw (Brabante del Norte) diseñó una de las primeras fortificaciones de los Países Bajos alrededor del castillo existente. Para ello realizó primero un viaje de estudios por Europa. Realizó este encargo para el Sr. van Bergen op Zoom (véase también el Markiezenhof). El castillo de Wouw se convirtió en uno de los primeros castillos en tener una fortaleza pentagonal con torres de ladrillo en las esquinas, muros de tierra y dos puertas de entrada. Keldermans contribuyó así al desarrollo más temprano de la fortificación en los Países Bajos. Además de la fortaleza alrededor del castillo, también renovó la iglesia de Wouw a su tamaño actual.

## Lista de construcciones (selección)
- parte de la Iglesia de Nuestra Señora más allá del río Dijle (Onze-Lieve-Vrouw-over-de-Dijlekerk) en Malinas;
- Ayuntamiento de Malinas, a partir de 1526, junto con su padre, inacabado. Se terminó en 1900-1911 siguiendo los palnos originales por los arquitectos Van Boxmeer y Langerock.
- ayuntamiento de Zoutleeuw (1530-1538);

- ayuntamiento de Midelburgo (1452-1520), en el que intervinieron varios miembros de la familia;

- ayuntamiento de Culemborg;

- Sint-Catharinakerk y el ayuntamiento de Hoogstraten;
- ayuntamiento de Gante;
- Gelmelslot en Hoogstraten;
- Palacio van Busleyden (1503-1507),  residencia urbana en Malinas de Jerónimo de Busleyden (h. 1470-1517), un luxemburgués mecenas y humanista.
- Hof van Savoye (1517-1530), palacio de Margarita de Austria en  Malinas;
- casa burguesa De Lepelaer en Malinas (probablemente de su mano);
- casa episcopal de la  abadía de Tongerlo en Tongerlo;
- castillo Vredenburg en Utrecht;
- Markiezenhof en Bergen op Zoom;
- Slot Zuylen (posiblemente el ala principal y la puerta de entrada);
- Renovación del castillo de Breda (1524-1530) para Enrique III de Nassau-Breda y su mujer Mencía de Mendoza, en estilo renacentista.